# Mor (eksperimentalfilm)
|  | Denne artikel er oprettet af botten Steenthbot ud fra en ekstern database. Den kan derfor have sproglige fejl eller mangler. Denne skabelon kan fjernes efter kontrol af indholdet. |

 For alternative betydninger, se Mor (flertydig). (Se også artikler, som begynder med Mor)
Mor er en dansk eksperimentalfilm fra 2006 instrueret af Tal R og Jonathan Meese.

## Medvirkende
- Morten Søkilde
- Marie Johanne Edinger Plum
- Agnete Krog Vinkler
- Theis Wendt
- Sarah Allagui Sillehoved
- Jon Stahn
- Majken Schultz
- Maria Torp
- Thomas Norsker
- Michael Isling
- Ania Borup
- Sophie Dupont
- Anna Rasmussen
- Jonathan Meese
- Ari Rosenzweig
- Tal R
- Søren Petersen